# Zazuar
Zazuar est une commune d’Espagne, dans la province de Burgos, communauté autonome de Castille-et-León. Cette localité est également vinicole, et fait partie de l’AOC Ribera del Duero.
Cette ville de 256 âmes (2010) est très connue pour sa magnifique église et ses vignes.
La particularité de ce village est la création de cave souterraine afin de pouvoir garder au froid le vin rosé produit dans le village. L'endroit où sont situées toutes les caves souterraines s'appelle "la bodéga".

## Source
- (es) Cet article est partiellement ou en totalité issu de l’article de Wikipédia en espagnol intitulé « Zazuar » (voir la liste des auteurs).